# Bancpost
Bancpost a fost o bancă românească înființată în anul 1991 și situată în topul primelor zece bănci din punct de vedere al activelor. În aprilie 2018, Banca Transilvania a cumpărat banca și societățile afiliate de la Eurobank din Grecia pentru 226 milioane de euro, și urmează să fuzioneze până la sfârșitul anului 2018.
În anul 2018, grupul Bancpost avea aproximativ 1 milion de clienți (720 mii de clienți bancari) și o rețea teritorială de 147 de unități și 7 centre de afaceri.
În același an, grupul Bancpost a fost achiziționat de Banca Transilvania, devenind parte a celei mai puternice bănci din țară. 

## Istoric
Bancpost a fost înființată la 1 iulie 1991, prin Hotărâre de Guvern, în urma reorganizării sectorului comunicațiilor și preluării unei părți a activelor companiei publice RomPostTelecom. Bancpost a fost autorizată de Banca Națională a României să opereze ca bancă universală, comercială și de economii. 
În anul 1997, Fondul Proprietății de Stat propune Bancpost pentru privatizare și lansează oferta pentru evaluarea financiară a băncii, iar în anul 2002 Bancpost devine prima bancă din sistemul bancar românesc privatizată integral. 
Primul pas pentru privatizare a fost făcut pe 2 aprilie 1999, când General Electric Capital Corporation și Banco Portugues de Investimento au achiziționat 45% din acțiunile băncii pentru 92,8 milione de dolari.
Banca Eurobank Ergasias din Grecia a cumpărat în mod repetat acțiuni de la cei doi investitori, iar în 2002 a obținut un ultim pachet de 17% deținut la Bancpost de către stat, achitând 20,08 milioane de dolari.
Până în 2005, banca elenă și-a majorat participația la 62,74% din capital.
În anul 2006, Banca Europeană pentru Reconstrucție și Dezvoltare (BERD) și International Finance Corporation (IFC) au vândut instituției elene un pachet de peste 14,5% din capitalul băncii românești, deținerea EFG Eurobank ajungând la 77,5%.
La acel moment SIF Banat Crișana, SIF Moldova, SIF Transilvania și SIF Oltenia dețineau fiecare câte 5,1% din capitalul social al Bancpost. În anul 2009, Eurobank a cumpărat acțiunile societăților de investiții financiare (SIF), ajungând la o deținere de 98,47%. În aprilie 2018, Banca Transilvania a devenit proprietarul pachetului majoritar de acțiuni (99,15%) deținut de Eurobank Group la Bancpost. Odată cu finalizarea tranzacției dintre Eurobank și Banca Transilvania a început și integrarea Bancpost în grupul Banca Transilvania.